# Монсуммано-Терме
Монсуммано-Терме (італ. Monsummano Terme) — муніципалітет в Італії, у регіоні Тоскана,  провінція Пістоя.
Монсуммано-Терме розташоване на відстані близько 260 км на північний захід від Рима, 36 км на захід від Флоренції, 11 км на південний захід від Пістої.
Населення — 21 357 осіб (2014).

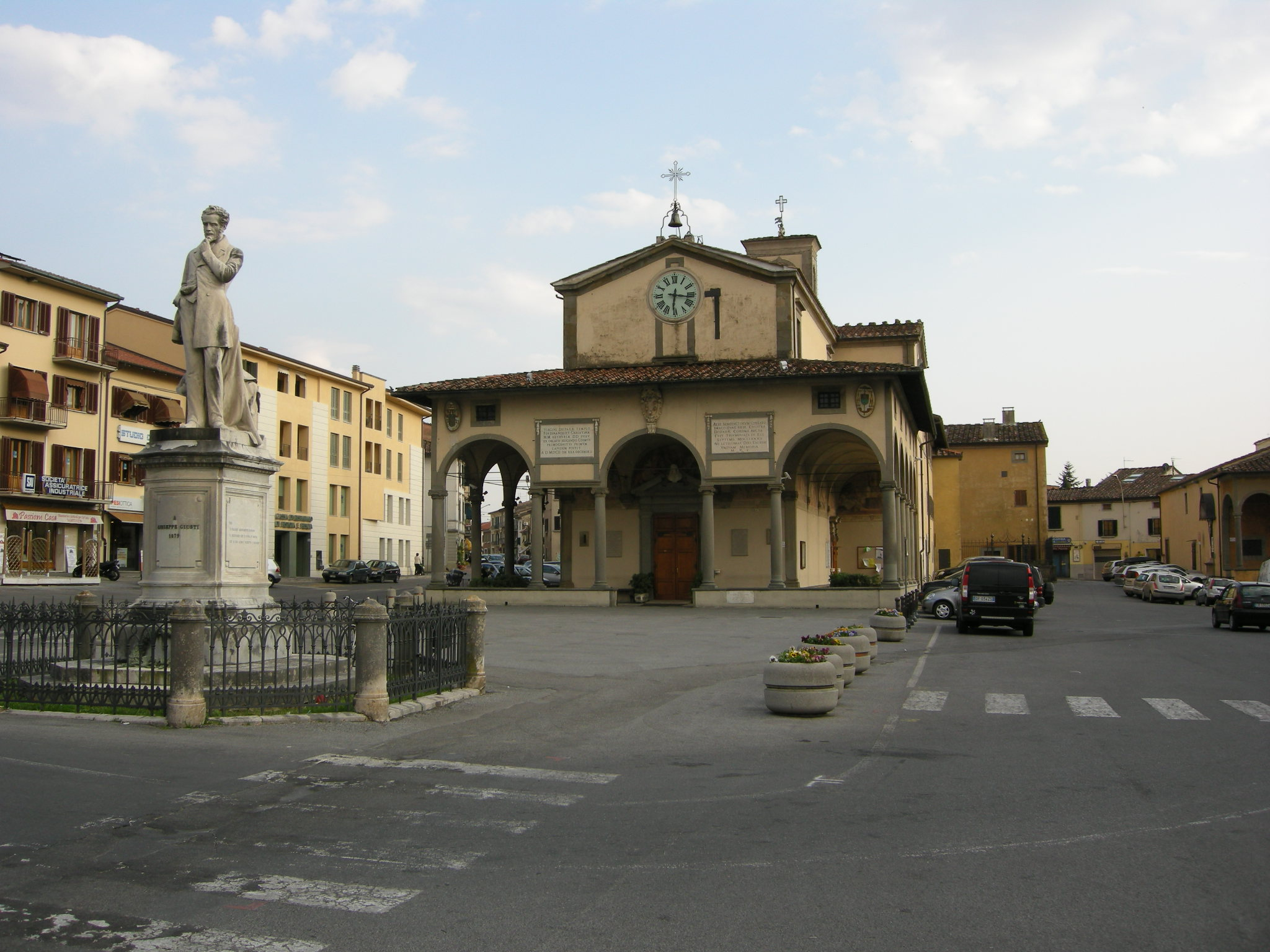

Щорічний фестиваль відбувається 9 червня. Покровитель — Maria Santissima della Fontenova.

## Демографія
Населення за роками:

Станом на 1 січня 2023 року в муніципалітеті офіційно проживали 1674 іноземці з 86 країн, серед них 519 громадян країн Євросоюзу та 31 громадянин України.

## Сусідні муніципалітети
- Ларчано
- П'єве-а-Нієволе
- Понте-Буджанезе
- Серравалле-Пістоїєзе

## Персоналії
- Ів Монтан (1921 — 1991) — французький актор та шансоньє італійського походження.